# Belle-Baie
Belle-Baie est un téléroman canadien produit sous une collaboration Acadie-Québec en 33 épisodes de 23 minutes et 11 épisodes de 45 minutes, d'après une idée originale de Renée Blanchar, produite par Phare-Est et par Cirrus Communications et diffusée entre le 27 mars 2008 et le 5 juillet 2012 à la Télévision de Radio-Canada.
Cette série est inédite dans les autres pays francophones.

## Distribution
- Pascale Bussières : Margot Paulin
- Jean-François Pichette : Max Mallet
- Viviane Audet : Juliette Paulin
- Christian Essiambre : Xavier Paulin
- Eugénie Beaudry : Félicia Lanteigne
- Pierre Lebeau : Alcide Pinet
- Marc Paquet : Billy Boy Noël
- Emmanuel Bilodeau : Charles Paulin
- Justine Mallet : Catherine Pinet
- Maude Guérin : Ginette Landry, alias Gigi
- Christophe Vienne : Jérôme Deluze
- Denise Bouchard : Chantal Lainey
- Benoît McGinnis : André Mallet (2012)
- Robin-Joël Cool : Ti-Mousse
- Mélanie Maynard : Laura Gibbs
- Aliocha Schneider : Pag
- Hélène Florent : Gail Thompson
- Micheline Lanctôt : Glenda Paulin
- Marcel Sabourin : Vieux Félix
- Denis Bernard : Dr Gauthier
- Gilbert Sicotte : William Noël
- Geneviève Brouillette : Anne-Marie Rousseau
- Paul Doucet : Hubert Côté
- Gabriel Arcand : Pierre Ferguson
- Sandra Le Couteur : rôle mineur
- Pier-Luc Funk : Tommy

## Fiche technique
- Scénaristes : Renée Blanchar, Brigitte d'Amours (épisodes 1 à 33), Robin-Joël Cool (épisodes 34 à 39) et Georgette LeBlanc (épisodes 34 à 39)
- Collaboration au scénario : Robin-Joël Cool (épisodes 40 à 43) et Georgette LeBlanc (épisodes 40 à 43)
- Réalisation : Renée Blanchar et Louis Bolduc (épisodes 1 à 7)
- Producteurs : Josée Vallée et Cécile Chevrier
- Producteur au contenu : André Béraud (saisons 1 et 2)
- Société de production : Phare-Est Media et Cirrus Communications

## Épisodes

### Première saison (2008)
1. Bouleversements à Belle-Baie
2. À la recherche de…
3. Au nom du père
4. Quand le ciel tombe sur la tête
5. Ondes de choc
6. Envoyons de l’avant
7. Le cœur a ses raisons…
8. Une question de choix
9. In memoriam
10. L’enfance, c’est tout
11. On récolte ce que l’on a semé

### Deuxième saison (2009)
Le tournage de la deuxième saison eut lieu à Caraquet pendant 40 jours puis à Montréal pendant deux jours, durant l'été 2008. Les épisodes ont été diffusés au printemps 2009 à la Télévision de Radio-Canada.
1. Le pouvoir d'agir
2. Exercer son droit
3. Trouver sa place
4. Du sable dans l'engrenage !
5. La vie, si fragile
6. Cartes sur table
7. Moments de vérité
8. Seuls, ensemble
9. Le souvenir nécessaire
10. Osez ! Aimez ! Vivez !
11. L'essentiel

### Troisième saison (2010)
1. Encore debout !
2. Chacun son chemin
3. Simulacres
4. Filiations
5. Coup de massure !
6. La vie intérieure
7. Grands maux, grands moyens !
8. L’étoffe des héros
9. Mourir pour vivre
10. Ce qui ne tue pas rend plus fort
11. Belle-Baie pour toujours

### Quatrième saison (2012)
La quatrième saison devait originellement être diffusée au printemps 2011 mais a été reportée et est diffusée dans un format d'une heure du 26 avril 2012 au 5 juillet 2012.
1. Faire face
2. Agir
3. La peur
4. Vingt ans
5. La vie continue
6. Confessions
7. Le retour
8. Mi casa es tu casa
9. Mensonges et vérités
10. Ressac
11. Vive l'amour!

## Belle-Baie, un feuilleton basé sur la réalité
Bien que fictive en entier, la télésérie Belle-Baie se base sur des faits réels qui touchent les habitants de la côte acadienne du Nouveau-Brunswick, notamment la côte nord ainsi que sur la côte sud de la Gaspésie.

### Ressemblance avec le cas de Bennett Environnemental
La télésérie Belle-Baie a été écrit en se basant sur le mouvement d'opposition contre l'implantation d'un incinérateur à déchets toxiques à Belledune, au nord du Nouveau-Brunswick (Canada). On peut remarquer une ressemblance entre les noms des deux compagnies, soit Bennett dans la réalité et Sphère-Nette dans le téléroman.
De plus, l'adhésion de la baie de Belle-Baie au club des plus belles baies du monde rappelle celle de la Baie des Chaleurs dont justement Belledune fait face. D'ailleurs, les groupes opposants à l'implantation de Bennett ont utilisé, tout comme Margot Paulin et les opposants à Belle-Baie, cet argument pour défendre leur position.

## Belle-Baie

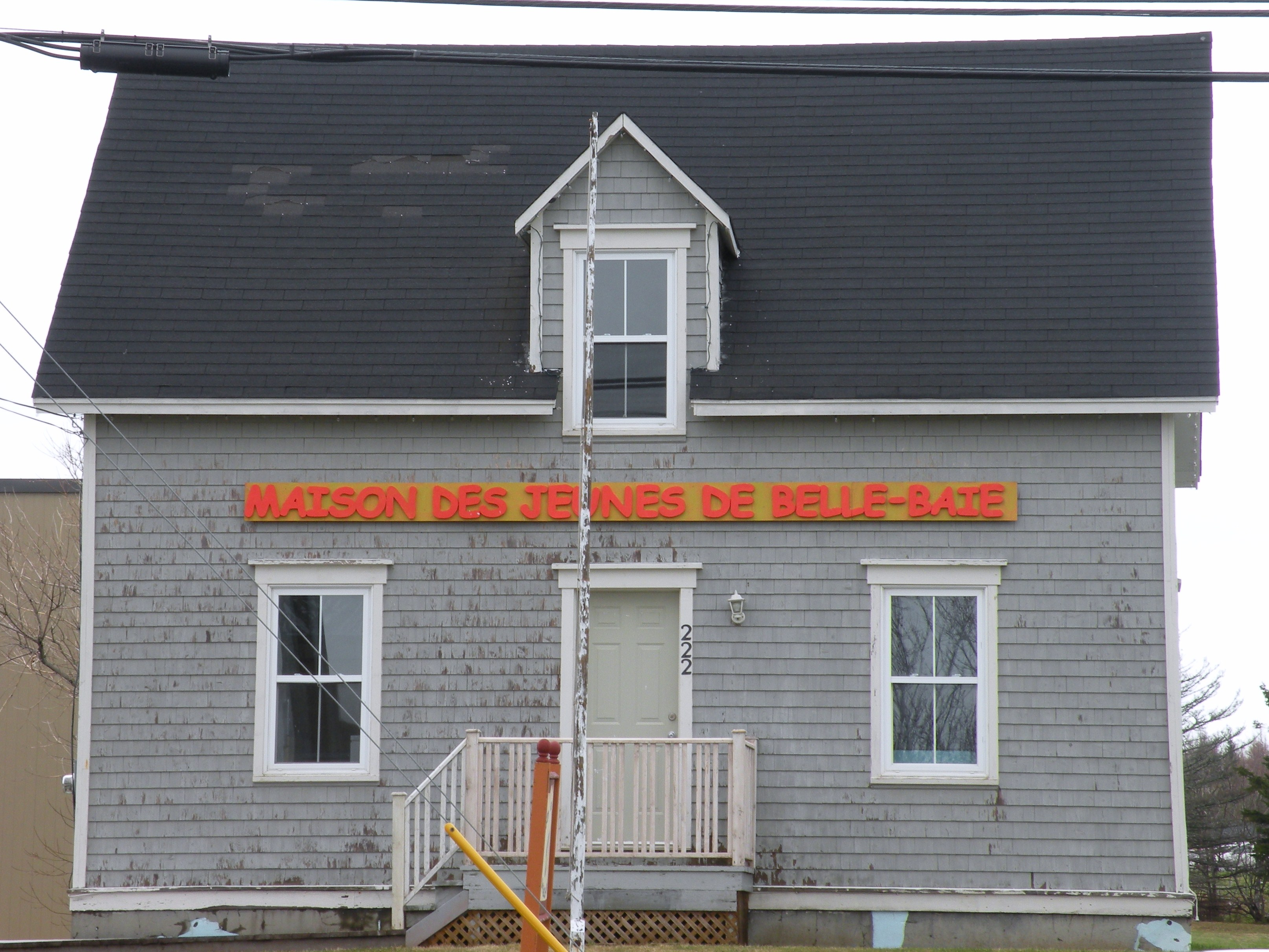
La maison des jeunes de Belle-Baie, en réalité à Caraquet.

Bien que cette localité soit fictive, elle doit ses caractéristiques à plusieurs milieux côtiers de la province du Nouveau-Brunswick. Tout d'abord, elle doit son nom à Belledune, où les auteurs ont remplacé le suffixe -dune par le mot -Baie. 
Pour ce qui est de la localisation de Belle-Baie dans le téléroman, cette ville serait située, selon la carte du premier épisode et d'après les patronymes, aux environs de Caraquet. D'ailleurs, les scènes ont été tournées dans la région de Caraquet, mais surtout dans la région de Bouctouche, notamment en ce qui a trait au centre-ville et au cimetière de Belle-Baie. La Gully et le port de mer ont été filmés à Caraquet.